# Апостол Пашев
Апостол Павлов Пашев е български политик от БКП и строителен инженер.

## Биография
Роден е на 17 май 1914 година в село Павелско. От 1932 г. е член на РМС, а от 1934 г. е член на БКП. Първоначално завършва средно техническо училище „Христо Ботев“ в София. Учи хидроинженерство в Прага и Бърно и завършва през 1940 година. Там ръководи нелегалния канал Москва-София. През 1939 г. е секретар на студентската партийна организация в Прага. Арестуван и изгонен от Чехословакия малко след завършването си. Започва работа като инженер в частна фирма в София. След това е надничар в Министерството на благоустройството. Завършва школа за запасни офицери. През 1951 година е назначен за ръководител на строежите на язовир „Васил Коларов“, ВЕЦ „Въча“ и други обекти. Между 1952 и 1959 г. е заместник-министър на електрификацията и водното стопанство. От 1960 г. е последователно технически и главен директор на ДСО „Хидрострой“ в София. Бил е заместник-завеждащ отдел „Строителство и транспорт“ при ЦК на БКП. От 1961 до 1962 г. е първи заместник-министър на строежите. В периода 1962 – 1968 година е председател на Държавния комитет за планиране, министър на снабдяването и държавния резерв (1968 – 1971), посланик на България в Алжир и Мавритания (1972 – 1975). Между 1966 и 1971 година е член на ЦК на БКП. След 1974 година работи като председател на съюза по водно дело. Пенсионира се през 1975 г. Умира на 22 юни 1996 година в София. Награждаван е със званието „Герой на социалистическия труд“ (указ № 1738 от 5 юни 1984), орден „Народна република България“ I ст., орден „9 септември 1944 г.“ – I ст., 2 ордена „Георги Димитров“, почетно звание „заслужил деятел на техниката“.